# دژ هوروم
دژ هوروم (ارمنی: Հոռոմ Բերդ) استحکامات باستانی متعلق به دوران عصر برنز تا اورارتو است که بر فراز دو تپه بزرگ در جنوب جاده اصلی و مقابل سد و مخزن کاموت قرار دارد. این دژ حدوداً در فاصله ۱ کیلومتر (۰٫۶ مایل) از شرق روستای هوروم در استان شیراک که در شمال غربی ارمنستان واقع شده است، قرار دارد. در نزدیکی این محل، در غاک و شواقتاپا، دو قلعه سیکلوپی اورارتویی قرار دارند.
دژ هوروم به دلیل معماری منحصربه‌فرد خود یکی از چشمگیرترین سایت‌های باستان‌شناسی در ارمنستان محسوب می‌شود. در سطح زمین این منطقه، قطعات سفالی و تراشه‌های ابسیدین پراکنده دیده می‌شود. اخیراً حفاری‌هایی توسط گروهی از باستان‌شناسان ارمنی و آمریکایی به سرپرستی روبن بادالیان و فیلیپ کول در این محل انجام شده است. این تیم‌ها دیوارهای استحکامات نسبتاً سالم و همچنین مقدار زیادی از آثار فرهنگی را کشف کرده‌اند که اطلاعات ارزشمندی دربارهٔ ساکنان پیشین این محل ارائه داده است.